# Skóciai Mihály
Skóciai Mihály (latinul: Michael Scotus, angolul: Michael Scot), (1175 – 1232 körül) középkori skót matematikus, csillagász, műfordító.
Latin nyelvre fordította az Arisztotelész De caelo et mundojához Averroës által írott kommentárt, Alpetragius De sphaeráját, Avicenna De animalibusát. Nem bizonyos, de feltehetően ő készítette el Averroës De substantia orbisát, és ugyancsak Averroësnek Arisztotelész De animájához és Metafizikájához írt kommentárjának latin nyelvű fordítását is.